# 伊恩·哈普
伊恩·愛德華·哈普（英語：Ian Edward Happ, 1994年8月12日—），為美國職棒大聯盟芝加哥小熊隊的選手。哈普大學就讀於辛辛那提大學，他在2015年大聯盟選秀於第一輪第9順位被小熊隊選中。

## 職業生涯
哈普在高中四年內就繳出打擊率4成49，12支全壘打以及65分打點的成績。在大一時期，他出賽56場，繳出.322/.483/.451的打擊三圍，為全隊最高。2014年在棒球的夏季聯盟，他出賽50場，打擊三圍為.322/.443/.497，另有5支全壘打和19次盜壘。
2015年大聯盟選秀，小熊隊以第一輪第9順位將他選入。2016年，哈普升上高階1A，大聯盟官網在小熊新秀排名中將哈普評為第三名。在2A時期，哈普打擊率2成79，15支全壘打，73分打點，隨後升上秋季聯盟。

### 2017年
5月13日，哈普升上大聯盟，生涯大聯盟首安就擊出一支413英尺的全壘打。6月13日，哈普成為史上第5位單場吞下4K且擊出滿貫砲的選手。8月30日面對海盜隊投手伊萬·諾瓦時擊出生涯第20轟。最後他單季24轟寫下國聯左右開弓的菜鳥單季全壘打紀錄。

### 2018年
3月29日，開幕戰對決馬林魚，哈普面對馬林魚先發投手Jose Urena首球首打席就擊出全壘打。最終小熊8比4贏球。該年他打擊率為2成33，15轟44分打點。

### 2019年
由於哈普在春訓的表現不太好，因此他開季時被下放3A調整。7月25日，他終於被叫上大聯盟。該年他出賽58場比賽，打擊率為2成64，11轟30分打點。
2025年
於2025年4月5日達成生涯1000場出賽，同時也是隊史第三人由小熊隊選秀出生並達成此項里程碑的球員

## 外部連結
- 球員資訊和成績在MLB ，ESPN ，Retrosheet ，Baseball Reference ，Baseball Reference (Minors) ，Fangraphs ，The Baseball Cube （英文）